# Horcajuelo de la Sierra
Horcajuelo de la Sierra est une commune de la communauté de Madrid, en Espagne.